# 学校法人盈科学園
学校法人盈科学園（がっこうほうじんえいかがくえん）とは、茨城県古河市旭町に法人本部をおく学校法人。

## 設置校
- EIKA美容専門学校
- 専門学校EIKA International College

## 姉妹校
- 学校法人晃陽学園
  - 晃陽看護栄養専門学校（古河市）
  - つくば栄養医療調理製菓専門学校（牛久市）
  - 晃陽学園高等学校（古河市）